# 穆斯拉提
穆瓦塔桑貝拉·阿里·穆罕默德·穆斯拉提（阿拉伯語：الْمُعْتَصِم بِالله عَلِيّ مُحَمَّد الْمِصْرَاتِيّ，1996年4月6日—），簡稱穆斯拉提，利比亞足球運動員，司職後腰，效力於法甲摩納哥（貝西克塔什租借）。

## 職業生涯

### 維多利亞

#### 成為後備
2017年1月，穆斯拉提在葡超維多利亞前球員羅馬諾·錫安的引薦下，與維多利亞簽訂了一份為期三年半的合同。他開始在葡甲的後備隊效力，並在球隊1-1作客戰平馬迪亞拿聯的比賽中攻入生涯第一球並扳平了比分。

#### 成為正選
2019年8月5日，穆斯拉提首次代表正選出賽，在葡萄牙聯賽盃第二輪1-0戰勝費倫斯的比賽中踢滿全場。13天後，他在主場1-1戰平費倫斯的比賽中上演葡超首秀，並在當月聯賽最佳中場之投票中排名第三，僅次於布魯諾·費爾南德斯和皮齊。12月12日，他在歐洲聯賽小組賽中以3-2擊敗法蘭克福的比賽中攻入他在正選隊中的唯一一次進球，協助球隊扳平比分。儘管如此，維多利亞最終仍然被淘汰。

#### 租借阿维河
2020年1月29日，穆斯拉提被租借至同聯賽之阿維河效力至剩餘賽季結束。在6月17日以2-1敗給本菲卡的比賽中，他、迪奧戈·菲格雷拉斯和努諾·桑托斯一同被紅牌罰下。

### 布拉加
2020年7月31日，穆斯拉提與布拉加簽訂了一份為期四尼的合同（主帥維曾經執教阿維河的卡洛斯·卡華路），其第一粒進球是在11月26日，歐洲聯賽小組賽3-3主場戰平萊切斯特城的比賽中；三天之後，他在布拉加市政球場戰勝法倫斯的比賽中進球。他在2021年被評選為聯賽二月最佳球員。
2023年8月15日，穆斯拉提在2023—24年歐冠第三輪預選賽中4-1作客戰勝托波拉的比賽中攻入一球，成為第一位在歐冠中進球的利比亞人。一個月後，9月20日，他在2-1擊敗那不勒斯的比賽中完成自己的歐冠小組賽首秀，成為第一位完成這個壯舉的利比亞人。

### 貝西克塔什
2024年2月9日，布拉加以一百萬歐元之租借費用，將穆斯拉提租借至土超貝西克塔什直到2023—24年賽季結束，隨後的強制買斷條款為1100萬歐元（視其表現而定），加上浮動條款的話則升至1350萬歐元。
2月13日，貝西克塔什宣布使用1100萬歐元之強制買斷條款，將穆斯拉提永久轉會至此，他因此成為貝西克塔什當前最昂貴的轉會。同年5月23日，在土耳其盃決賽中，他在比賽結束前四分鐘攻入他在該俱樂部的第一粒進球，確保其在3-2戰勝特拉布宗體育的比賽中打入致勝一球。

#### 租借摩納哥
2025年2月3日，摩納哥宣布從貝西克塔什租借穆斯拉提至本賽季結束，並附有購買選擇權。2月7日，他參加了法甲第一場比賽，雖然最終以1-4不敵巴黎聖日耳曼，但是他仍成為第一位在法甲踢球的利比亞人。
5月3日，他在3-1戰勝聖艾蒂安的比賽中攻入比賽第二球，成為第一位在法甲進球的利比亞人。然而他在比賽中受到重傷，該比賽亦成為他最後一次出場。
5月19日，由於摩納哥宣布不會選擇購買穆斯拉提，他將在租借期滿後返回貝西克塔什。

## 國家隊生涯
穆斯拉提於2014年南非非洲國家盃中首次為國爭戰，他幾乎參加了所有比賽（僅缺席一場），包含在決賽中點球戰勝迦納。2024年10月8日，他因個人原因宣布退出國家隊。

## 生涯統計

### 俱樂部
最後更新：2025年5月3日
| 俱樂部             | 賽季          | 聯賽     | 聯賽 | 聯賽 | 國家盃 | 國家盃 | 聯賽盃 | 聯賽盃 | 歐陸 | 歐陸 | 其他 | 其他 | 總計 | 總計 |
| 俱樂部             | 賽季          | 聯賽級別 | 出場 | 進球 | 出場   | 進球   | 出場   | 進球   | 出場 | 進球 | 出場 | 進球 | 出場 | 進球 |
| ------------------ | ------------- | -------- | ---- | ---- | ------ | ------ | ------ | ------ | ---- | ---- | ---- | ---- | ---- | ---- |
| 維多利亞B隊        | 2016—17年賽季 | 葡甲     | 3    | 0    | —      | —      | —      | —      | —    | —    | —    | —    | 3    | 0    |
| 維多利亞B隊        | 2017—18年賽季 | 葡甲     | 10   | 1    | —      | —      | —      | —      | —    | —    | —    | —    | 10   | 1    |
| 維多利亞B隊        | 2018—19年賽季 | 葡甲     | 27   | 0    | —      | —      | —      | —      | —    | —    | —    | —    | 27   | 0    |
| 維多利亞B隊        | 總共          | 總共     | 40   | 1    | —      | —      | —      | —      | —    | —    | —    | —    | 40   | 1    |
| 維多利亞           | 2019—20年賽季 | 葡超     | 5    | 0    | 1      | 0      | —      | —      | 7    | 1    | —    | —    | 13   | 1    |
| 阿維河（租借）     | 2019—20年賽季 | 葡超     | 12   | 0    | —      | —      | —      | —      | —    | —    | —    | —    | 12   | 0    |
| 布拉加             | 2020—21年賽季 | 葡超     | 28   | 3    | 6      | 0      | 3      | 0      | 7    | 1    | —    | —    | 44   | 4    |
| 布拉加             | 2021—22年賽季 | 葡超     | 30   | 1    | 2      | 0      | 2      | 0      | 11   | 1    | 1    | 0    | 46   | 2    |
| 布拉加             | 2022—23年賽季 | 葡超     | 28   | 3    | 4      | 1      | 3      | 1      | 6    | 0    | —    | —    | 41   | 5    |
| 布拉加             | 2023—24年賽季 | 葡超     | 11   | 3    | 0      | 0      | 1      | 0      | 8    | 1    | —    | —    | 19   | 4    |
| 布拉加             | 總共          | 總共     | 97   | 10   | 12     | 1      | 9      | 1      | 32   | 3    | 1    | 0    | 151  | 15   |
| 貝西克塔什（租借） | 2023—24年賽季 | 土超     | 9    | 0    | 4      | 1      | —      | —      | —    | —    | —    | —    | 13   | 1    |
| 貝西克塔什         | 2024—25年賽季 | 土超     | 16   | 1    | 1      | 0      | —      | —      | 6    | 1    | 1    | 0    | 24   | 2    |
| 摩納哥（租借）     | 2024—25年賽季 | 法甲     | 10   | 1    | —      | —      | —      | —      | 1    | 0    | —    | —    | 11   | 1    |
| 生涯總計           | 生涯總計      | 生涯總計 | 187  | 13   | 19     | 2      | 9      | 1      | 46   | 5    | 2    | 0    | 263  | 21   |

1. ↑  2012年，同為利比亞人的賈馬爾·馬哈馬特（英语：Djamal Mahamat）也在布拉加達成類似成就。
2. ↑  包括葡萄牙與土耳其盃
3. ↑  包括葡萄牙聯賽盃
4. 1 2 3 4  出場於歐聯
5. ↑  出場於葡萄牙超級盃
6. ↑  於歐聯出場五次，於歐協聯出場一次
7. 1 2  多次出場於歐冠
8. ↑  出場於土耳其超級盃

### 國家隊
最後更新：2023年3月23日
| 國家隊 | 年分   | 出場 | 進球 |
| ------ | ------ | ---- | ---- |
| 利比亞 | 2014年 | 6    | 0    |
| 利比亞 | 2015年 | 9    | 1    |
| 利比亞 | 2016年 | 7    | 0    |
| 利比亞 | 2017年 | 6    | 1    |
| 利比亞 | 2018年 | 3    | 0    |
| 利比亞 | 2019年 | 4    | 0    |
| 利比亞 | 2020年 | 2    | 0    |
| 利比亞 | 2021年 | 3    | 0    |
| 利比亞 | 2023年 | 2    | 0    |
| 總計   | 總計   | 42   | 2    |

以下列表之得分與結果會先列出土耳其的總得分結果，得分欄顯示的則是卡迪奧格魯進球後的分數變化。
| No. | 日期          | 場地                                       | 對手           | 得分 | 結果 | 比賽性質               |
| --- | ------------- | ------------------------------------------ | -------------- | ---- | ---- | ---------------------- |
| 1   | 2015年9月6日  | 埃及新開羅佩特羅斯波特體育場               |                | 1–1  | 1–2  | 2017年非洲國家盃預選賽 |
| 2   | 2017年10月7日 | 突尼西亞莫納斯提爾穆斯塔法·本·詹內特體育場 | 刚果民主共和国 | 1–1  | 1–2  | 2018年世界盃預選賽     |

## 榮譽
布拉加
- 葡萄牙盃：2020—21年（英语：2020–21 Taça de Portugal）[34]
- 葡萄牙聯賽盃：2023—24年（英语：2023–24 Taça da Liga）[35]

貝西克塔什
- 土耳其盃：2023—24年（英语：2023–24 Turkish Cup）
- 土耳其超級盃：2024年（英语：2024 Turkish Super Cup）[36]

利比亞
- 非洲國家錦標賽：2014年（英语：2014 African Nations Championship）[30]

個人
- 葡超聯賽最佳球員：2021年2月
- 葡超聯賽最佳中場：2021年2月

## 外部連結
- Soccerway資料庫：穆斯拉提
- 穆斯拉提在 National-Football-Teams.com 上的出场纪录